# Łysacz
Łysacz (Aspiolucius esocinus) – gatunek słodkowodnej, drapieżnej ryby z rodziny karpiowatych (Cyprinidae). Jedyny przedstawiciel rodzaju Aspiolucius. Ma niewielkie znaczenie gospodarcze.

## Występowanie
Nizinny bieg Amu-darii i Syr-Darii (Kazachstan, Tadżykistan, Turkmenistan, Uzbekistan). Przebywa w korytach rzek, rzadko spotykany w jeziorach.

## Charakterystyka
Osiąga do 50 cm długości i ponad 1 kg masy ciała.